# La cerimonia del massaggio
La cerimonia del massaggio è un romanzo breve scritto da Alan Bennett nel 2002 caratterizzato dal classico humor britannico e dalla critica alla religione anglicana.

## Trama
Il parroco anglicano Geoffrey Jolliffe è omosessuale ed è sotto controllo da parte dei suoi superiori. La celebrazione funebre di un massaggiatore, professionista stimato anche tra i Vip, potrebbe rivelarsi un disastro per il parroco. È evidente che il giovane massaggiatore Clive Dunlup era soprattutto uno "stallone" che concedeva a pagamento i suoi servigi a uomini e donne.

## Adattamenti
Numerosi gli adattamenti teatrali anche in Italia, il più noto a cura di Anna Marchesini.

## Edizioni in italiano
- Alan Bennett; La cerimonia del massaggio, traduzione di Giulia Arborio e Marco Rosari, Adelphi, Milano 2002
- Alan Bennett; La cerimonia del massaggio, traduzione di Giulia Arborio Mella e Marco Rossari, Adelphi, Milano 2014